# 三浦佑太
三浦佑太（みうら ゆうた、1985年4月8日 - ）日本のバスケットボール選手。東京エクセレンスに所属していた。
北海道恵庭市出身。札幌日本大学高等学校時代の2001年 インターハイ出場 ウィンターカップ出場。2003年 インターハイ出場。日本大学卒業。2007-2013年、横浜ギガスピリッツ。2013年から2018年まで東京エクセレンス。2013-2016 NBDL優勝を経験。